# San Carlos, Pichucalco
San Carlos är en ort i Mexiko.   Den ligger i kommunen Pichucalco och delstaten Chiapas, i den sydöstra delen av landet, 700 km öster om huvudstaden Mexico City. San Carlos ligger 255 meter över havet och antalet invånare är 117.
Terrängen runt San Carlos är kuperad. Runt San Carlos är det ganska tätbefolkat, med 58 invånare per kvadratkilometer. Närmaste större samhälle är Pichucalco, 11,1 km nordost om San Carlos. Trakten runt San Carlos består till största delen av jordbruksmark.